# PCD (album)
PCD är ett musikalbum från 2005 av The Pussycat Dolls.
1. Don't Cha [feat. Busta Rhymes]
2. Beep [feat. will.i.am]
3. Wait a Minute [feat. Timbaland]
4. Stickwitu
5. Buttons
6. I Don't Need a Man
7. Hot Stuff (I Want You Back)
8. How Many Times, How Many Lies
9. Bite the Dust
10. Right Now
11. Tainted Love/Where Did Our Love Go
12. Feeling Good

Bonuslåtar:
1. Sway
2. Flirt
3. We Went as Far as We Felt Like Going